# Amundsen der Pinguin
Der Kinderfilm Amundsen der Pinguin ist ein deutscher Tierfilm. Die Erstausstrahlung erfolgte am 25. Dezember 2003 in der ARD.

## Handlung
Cornelius ist auf einer Station am Südpol. Er erforscht das Verhalten der Pinguine. Doch die Forschungsgelder sind gestrichen worden, und er muss wieder abreisen. Das freut die anderen Männer auf der Station. Diese arbeiten für eine private Gesellschaft, die nach Bodenschätzen sucht. Die Situation ändert sich aber, als sie feststellen, dass ein Pinguin einen Rubin bei sich hat. Da der Forscher Cornelius die Wanderwege der Pinguine genau erforscht hat, hoffen sie so an den Schatz zu kommen, den der Pinguin gefunden haben muss. Daher nehmen sie Cornelius gefangen. Dieser kann sich allerdings befreien und flüchtet zusammen mit dem Pinguin.
Die 12-jährige Anne ist eine leidenschaftliche Tierschützerin. Ihr Vater hat dafür überhaupt kein Verständnis. Nur von ihrer Mutter bekommt Anne etwas Beistand. Umso mehr freut sich Anne, als ihr Onkel Cornelius zu Besuch kommt. Und dann hat dieser auch noch einen Pinguin mitgebracht. Cornelius verrät der Familie nicht genau, was es mit dem Pinguin auf sich hat.
Da die Forschungsgelder gestrichen wurden, möchte er privat eine neue Expedition zum Südpol starten. Wenn er den Schatz finden würde, hätte er genug Geld für seine Forschungen, um von den knappen Forschungsgeldern unabhängig zu sein. Dafür braucht er den Pinguin, denn nur dieser kennt die genaue Lage des Schatzes.
Währenddessen verbringt Anne eine schöne Zeit mit dem Pinguin, den sie Amundsen – nach dem Forscher Roald Amundsen – genannt hat. Doch die Männer von der Südpolstation sind Cornelius bereits auf der Spur. Und so finden sie auch heraus, dass der Pinguin nun bei Annes Familie ist. Die Eltern von Anne verreisen für einen Tag. Und so sieht sich Anne plötzlich alleine den Gaunern gegenüber. Es gelingt ihr vor diesen zu fliehen.
Doch die Gauner nehmen Cornelius gefangen. Und es gelingt ihnen schließlich auch, Anne den Pinguin abzunehmen. Die Gauner machen sich anschließend zusammen mit Cornelius und dem Pinguin auf den Weg zum Südpol. Anne gelang es aber heimlich mit an Bord zu gehen. Auf See befreit sie dann Cornelius und den Pinguin. Sie flüchten in einem Mini-U-Boot, das an Bord des Schiffes war. Der Pinguin zeigt ihnen dann den Weg zum Schatz.
Doch auf dem Schatz liegt ein Fluch, und sie können gerade noch aus der Höhle entkommen, in dem dieser lag. Der einzige Gegenstand den Anne noch einstecken konnte, war ein mit Diamanten besetztes Kreuz. Der Fluch wird der Legende nach erst dann gebrochen, wenn das Kreuz wieder an seinem Bestimmungsplatz in einer Kirche ist. Da sie auf ihrer Rücktour dort vorbeikommen, legt Anne das Kreuz heimlich dort zurück.
Da Anne traurig ist, dass sie Amundsen nicht mehr wieder gesehen hat, kehren sie nochmals zurück. Und nachdem Anne gesehen hat, dass der Pinguin wieder glücklich bei seiner Familie ist, kehren sie endgültig heim.

## Drehorte
Gedreht wurde der Film unter anderem in Bremerhaven, Dormagen und Pulheim.